# 桂台駅
桂台駅（かつらだいえき）は、北海道網走市南10条東3丁目にある北海道旅客鉄道（JR北海道）釧網本線の駅である。駅番号はB79。

## 歴史

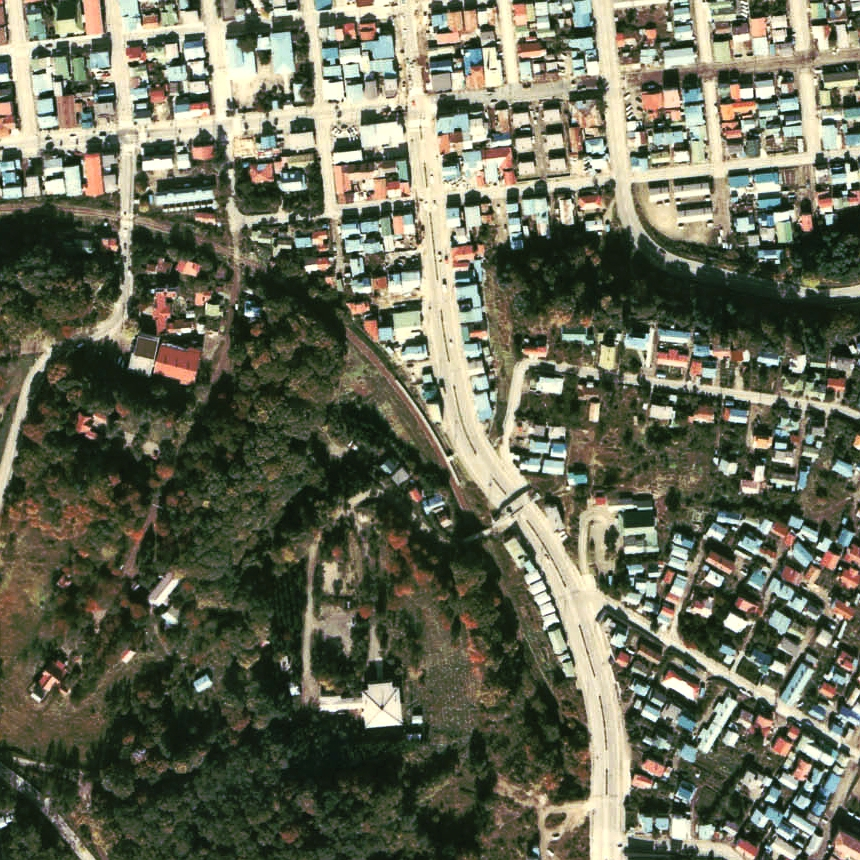
1977年の桂台仮乗降場と周囲約500m範囲。左が網走方面。トンネルの手前にあり、簡易型の単式ホームを有する。

- 1967年（昭和42年）4月1日：国鉄の桂台仮乗降場（局設定）として開業[2][3]。旅客のみ取扱い。
- 1987年（昭和62年）4月1日：国鉄分割民営化により、北海道旅客鉄道（JR北海道）に継承[3]。同時に仮乗降場から駅に昇格[1]。
- 1990年（平成2年）3月10日：営業キロ設定。
- 1994年（平成6年）11月：駅舎を改築。

### 駅名の由来
駅の西側の「桂町」と駅の東側の「台町」から一文字ずつ採ったものである。

## 駅構造
単式ホーム1面1線の地上駅。旭川支社管轄の網走駅管理のため、釧網線の単独駅では当駅のみ旭川支社管轄となっている。無人駅であり、北海道道490号中園網走停車場線の歩道に面した坂の途中に駅の出入口の階段と待合室がある。

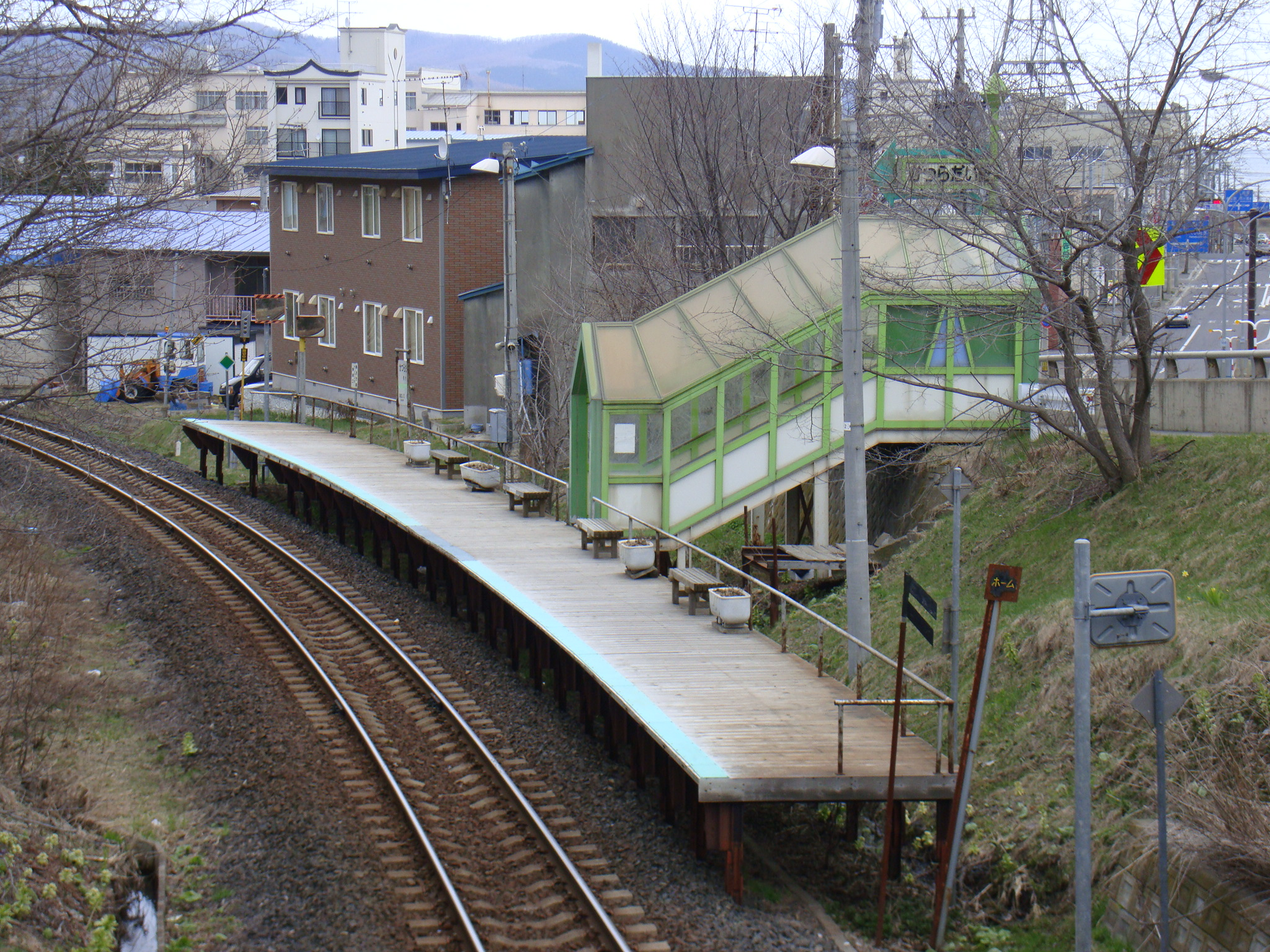
駅全景（2009年4月）
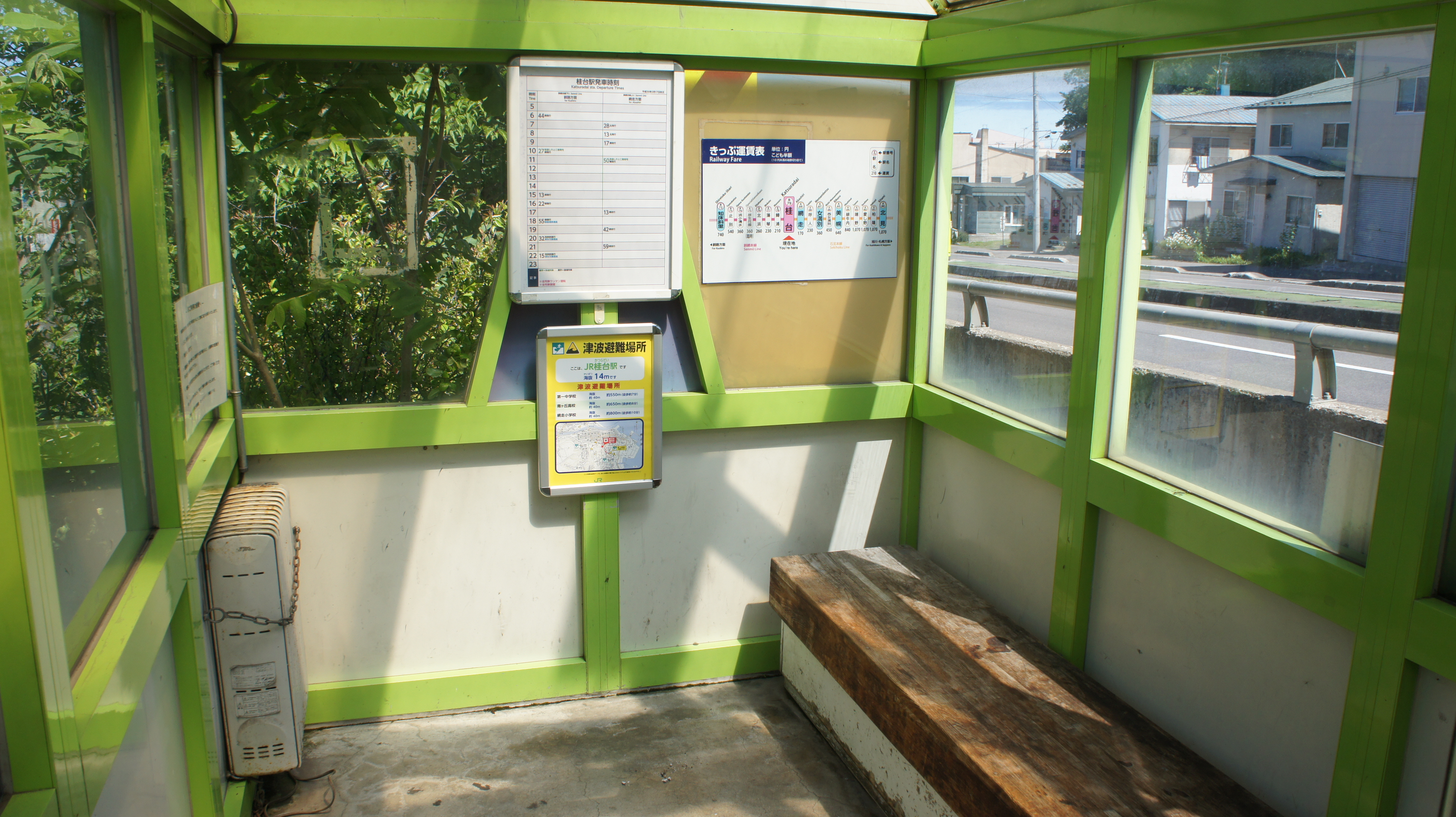
待合室（2018年7月）
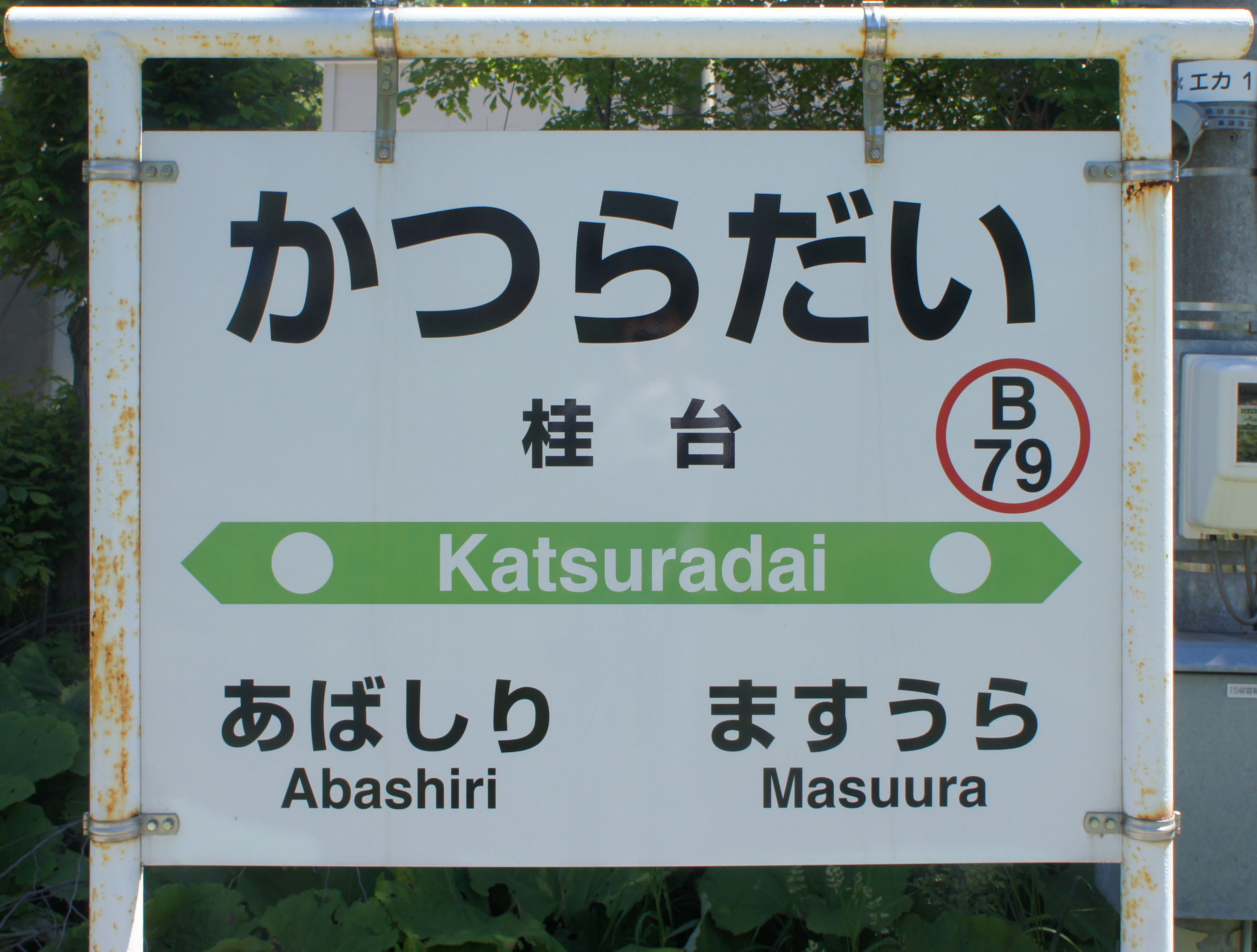
駅名標（2018年7月）

## 利用状況
乗車人員の推移は以下のとおり。年間の値のみ判明している年については、当該年度の日数で除した値を括弧書きで1日平均欄に示す。乗降人員のみが判明している場合は、1/2した値を括弧書きで記した。
また、「JR調査」については、当該の年度を最終年とする過去5年間の各調査日における平均である。
| 年度               | 乗車人員 | 乗車人員 | 乗車人員 | 出典       | 備考 |
| 年度               | 年間     | 1日平均  | JR調査   | 出典       | 備考 |
| ------------------ | -------- | -------- | -------- | ---------- | ---- |
| 2016年（平成28年） |          |          | 99.6     | [ JR北 1 ] |      |
| 2017年（平成29年） |          |          | 97.8     | [ JR北 2 ] |      |
| 2018年（平成30年） |          |          | 94.2     | [ JR北 3 ] |      |
| 2019年（令和元年） |          |          | 92.4     | [ JR北 4 ] |      |
| 2020年（令和02年） |          |          | 86.2     | [ JR北 5 ] |      |
| 2021年（令和03年） |          |          | 83.0     | [ JR北 6 ] |      |
| 2022年（令和04年） |          |          | 79.2     | [ JR北 7 ] |      |
| 2023年（令和05年） |          |          | 81.0     | [ JR北 8 ] |      |

## 駅周辺
網走市の中心部に近く、官公署が多く所在し住宅も多く、高校がある。かつては私立網走高等学校も周辺に所在していた。
- 網走神社（北見国一宮。江戸時代に創建）
- 北海道道490号中園網走停車場線
- 国道244号
- 北海道網走南ヶ丘高等学校
- 網走市立第一中学校
- 網走市立網走小学校
- 釧路地方裁判所網走支部・網走簡易裁判所
- 釧路地方検察庁網走支部・網走区検察庁
- 札幌管区気象台網走地方気象台
- 道の駅流氷街道網走
- 網走市役所
- 網走警察署
- 網走郵便局
- 北海道労働金庫網走支店
- 網走信用金庫本店
- 北洋銀行網走支店
- 北海道銀行網走支店
- オホーツク網走農業協同組合（JAオホーツク網走）本所
- 桂ヶ岡砦跡
- 網走市立郷土博物館
- ばんえい競馬網走場外発売所
- 網走バス、網走観光交通「南8条」停留所[5]

## 隣の駅
北海道旅客鉄道（JR北海道）
■釧網本線
網走駅 (A69) - 桂台駅 (B79) - 鱒浦駅 (B78)

### JR北海道
1. ↑  「釧網線（東釧路・網走間）」（PDF）『線区データ（当社単独では維持することが困難な線区）』、北海道旅客鉄道、2017年12月8日。オリジナルの2017年12月9日時点におけるアーカイブ。2017年12月10日閲覧。
2. ↑  「釧網線（東釧路・網走間）」（PDF）『線区データ（当社単独では維持することが困難な線区）(地域交通を持続的に維持するために)』、北海道旅客鉄道株式会社、3頁、2018年7月2日。オリジナルの2018年8月19日時点におけるアーカイブ。2018年8月19日閲覧。
3. ↑  “釧網線（東釧路・網走間）” (PDF). 線区データ（当社単独では維持することが困難な線区）(地域交通を持続的に維持するために).   北海道旅客鉄道. p. 3 (2019年10月18日). 2019年10月18日時点のオリジナルよりアーカイブ。2019年10月18日閲覧。
4. ↑  “釧網線（東釧路・網走間）” (PDF). 地域交通を持続的に維持するために > 輸送密度200人以上2,000人未満の線区（「黄色」8線区）.   北海道旅客鉄道. p. 3 (2020年10月30日). 2020年11月2日時点のオリジナルよりアーカイブ。2020年11月2日閲覧。
5. ↑  “駅別乗車人員  特定日調査（平日）に基づく”.   北海道旅客鉄道. 2022年8月3日時点のオリジナルよりアーカイブ。2022年8月14日閲覧。
6. ↑  “駅別乗車人員  特定日調査（平日）に基づく”.   北海道旅客鉄道. 2022年9月3日時点のオリジナルよりアーカイブ。2022年9月3日閲覧。
7. ↑  “駅別乗車人員  特定日調査（平日）に基づく”.   北海道旅客鉄道. 2023年11月10日時点のオリジナルよりアーカイブ。2023年11月10日閲覧。
8. ↑  “駅別乗車人員  特定日調査（平日）に基づく”.   北海道旅客鉄道 (2024年). 2024年9月9日時点のオリジナルよりアーカイブ。2024年9月9日閲覧。